# Hartree–Fock-metoden
Hartree–Fock-metoden är en självkonsistent approximationsmetod inom kvantmekaniken för att lösa Schrödingerekvationen för flerpartikelsystem, till exempel för elektronerna i en atom, en molekyl eller ett fast ämne. Metoden bygger på att systemets grundtillstånd ansätts som en Slaterdeterminant av spinn-orbitaler. Grundtillståndet erhålls därefter genom att väntevärdet för energin minimeras med avseende på spinn-orbitalerna i enlighet med variationsmetoden. Detta ger upphov till en enpartikelekvation, Hartree–Fock-ekvationen, för var och en av spinn-orbitalerna. På så sätt reduceras det komplicerade flerpartikelproblemet till en serie av betydligt enklare enpartikelproblem.
Till skillnad från Hartree-metoden, som använder sig av en Hartreeprodukt istället för en Slaterdeterminant, tar Hartree–Fock-metoden hänsyn till utbytesväxelverkan som uppstår till följd av permutationssymmetrin hos system med identiska partiklar. Hartree–Fock-metoden tar däremot inte hänsyn till korrelationseffekter, vilket kräver mer avancerade metoder.
Hartree–Fock-metoden är uppkallad efter den engelske fysikern Douglas Hartree och den sovjetiske fysikern Vladimir Fock.

## Schrödingerekvationen för flerpartikelsystem
Ett centralt problem i kvantmekaniken, framför allt inom elektronstrukturteorin, är att bestämma egentillstånden och egenenergierna till ett kvantsystem genom att lösa den stationära tidsoberoende Schrödingerekvationen:
{\displaystyle H(\mathbf {x} _{1},\mathbf {x} _{2},...,\mathbf {x} _{N})\Psi (\mathbf {x} _{1},\mathbf {x} _{2},...,\mathbf {x} _{N})=E\Psi (\mathbf {x} _{1},\mathbf {x} _{2},...,\mathbf {x} _{N})}
där {\displaystyle \Psi (\mathbf {x} _{1},\mathbf {x} _{2},...,\mathbf {x} _{N})} betecknar flerpartikeltillståndet med {\displaystyle \mathbf {x} _{n}=(\mathbf {r} _{n},\sigma _{n})}.
Inom elektronstrukturteorin ges Hamiltonoperatorn (efter Born–Oppenheimer-approximationen) typiskt sett av
{\displaystyle H(\mathbf {x} _{1},\mathbf {x} _{2},...,\mathbf {x} _{N})=\sum \limits _{i=1}^{N}\left(-{\frac {\hbar ^{2}}{2m}}\nabla _{i}^{2}+V_{ext}(\mathbf {x} _{i})\right)+{\frac {1}{2}}\sum \limits _{i\neq j}^{N}V_{C}(\mathbf {x} _{i}-\mathbf {x} _{j})}
där den första termen beskriver elektronernas kinetiska energi, den andra termen beskriver elektronernas potentiella energi till följd av växelverkan med omgivningen (främst positiva joner) och den tredje termen beskriver elektronernas potentiella energi till följd av Coulombväxelverkan mellan elektronerna.
Utan Coulombväxelverkan skulle Hamiltonoperatorn vara en summa av operatorer som verkar på olika icke-interagerande elektroner och lösningen till Schrödingerekvationen skulle kunna separeras till en serie av enpartikelproblem. På grund av Coulombväxelverkan blir istället Schrödingerekvationen extremt svår att lösa, även för system med relativt få partiklar. Detta beror på att elektronernas tillstånd beror alla på varandra. För att lösa flerpartikelproblem krävs därför approximationsmetoder.
För system med identiska partiklar, och som därmed är permutationssymmetriska enligt kvantmekaniken, är det fördelaktigt att använda andrakvantiseringsformalismen. Med denna formalism ges ovanstående Hamiltonoperator av
{\displaystyle {\hat {H}}=\sum \limits _{ij}{\hat {c}}_{i}^{\dagger }\langle i|{\hat {H}}_{0}|j\rangle {\hat {c}}_{j}+{\frac {1}{2}}\sum \limits _{ijkl}{\hat {c}}_{i}^{\dagger }{\hat {c}}_{j}^{\dagger }\langle ij|{\hat {V}}_{C}|kl\rangle {\hat {c}}_{l}{\hat {c}}_{k}}
där {\displaystyle {\hat {c}}^{\dagger }} och {\displaystyle {\hat {c}}} betecknar skapelse- och förintelseoperatorer och {\displaystyle {\hat {H}}_{0}} betecknar enpartikeloperatorn i Hamiltonoperatorn.

## Hartree–Fock-approximationen
Vågfunktionen {\displaystyle \Psi (\mathbf {x} _{1},\mathbf {x} _{2},...,\mathbf {x} _{N})} för ett flerpartikelsystem är i allmänhet en linjärkombination av Slaterpermanent (för bosoner) eller Slaterdeterminanter (för fermioner) av spinn-orbitaler. Det är emellertid beräkningsmässigt krävande att lösa Schrödingerekvationen med en fullständig linjärkombination som ansats. Hartree–Fock-metoden bygger istället på att en enda Slaterdeterminant {\displaystyle \Phi _{\nu _{1}\nu _{2}...\nu _{N}}(\mathbf {x} _{1},\mathbf {x} _{2},...,\mathbf {x} _{N})} av spinn-orbitaler används som ansats:
| Hartree–Fock-approximationen {\displaystyle \Psi (\mathbf {x} _{1},\mathbf {x} _{2},...,\mathbf {x} _{N})=\Phi _{\nu _{1}\nu _{2}...\nu _{N}}(\mathbf {x} _{1},\mathbf {x} _{2},...,\mathbf {x} _{N})={\frac {1}{\sqrt {N!}}}{\begin{vmatrix}\phi _{\nu _{1}}(\mathbf {x} _{1})&\phi _{\nu _{2}}(\mathbf {x} _{1})&\cdots &\phi _{\nu _{N}}(\mathbf {x} _{1})\\\phi _{\nu _{1}}(\mathbf {x} _{2})&\phi _{\nu _{2}}(\mathbf {x} _{2})&\cdots &\phi _{\nu _{N}}(\mathbf {x} _{2})\\\vdots &\vdots &\ddots &\vdots \\\phi _{\nu _{1}}(\mathbf {x} _{N})&\phi _{\nu _{2}}(\mathbf {x} _{N})&\cdots &\phi _{\nu _{N}}(\mathbf {x} _{N})\end{vmatrix}}} |
där {\displaystyle \{\phi _{n}(\mathbf {x} )\}} betecknar de olika spinn-orbitalerna med {\displaystyle \mathbf {x} =(\mathbf {r} ,\sigma )}. Denna ansats innebär att elektronerna antas vara oberoende av varandra och endast interagera genom det medelfält som alla elektroner tillsammans ger upphov till på grund av Coulombväxelverkan. Genom att använda en Slaterdeterminant, och inte en Hartreeprodukt som i Hartree-metoden, inkluderas utbytesväxelverkan.
Det approximativa grundtillståndet för flerpartikelsystemet kan erhållas genom att minimera väntevärdet för energin givet det ansatta tillståndet. Väntevärdet för energin ges av
{\displaystyle \langle \Phi |{\hat {H}}|\Phi \rangle =\sum \limits _{ij}\langle i|{\hat {H}}_{0}|j\rangle \langle \Phi |{\hat {c}}_{i}^{\dagger }{\hat {c}}_{j}|\Phi \rangle +{\frac {1}{2}}\sum \limits _{ijkl}\langle ij|{\hat {V}}_{C}|kl\rangle \langle \Phi |{\hat {c}}_{i}^{\dagger }{\hat {c}}_{j}^{\dagger }{\hat {c}}_{l}{\hat {c}}_{k}|\Phi \rangle .}
Den första summan består av termer som är proportionella mot {\displaystyle \langle \Phi |{\hat {c}}_{i}^{\dagger }{\hat {c}}_{j}|\Phi \rangle }. Denna faktor är noll om {\displaystyle i\neq j} eller om spinn-orbital {\displaystyle i} inte är besatt i {\displaystyle |\Phi \rangle }. Således är den första summan lika med
{\displaystyle \sum \limits _{ij}\langle i|{\hat {H}}_{0}|j\rangle \langle \Phi |{\hat {c}}_{i}^{\dagger }{\hat {c}}_{j}|\Phi \rangle =\sum _{i}^{bes.}\langle i|{\hat {H}}_{0}|i\rangle =\sum _{i}^{bes.}\int d\mathbf {x} \phi _{i}^{*}(\mathbf {x} )H_{0}(\mathbf {x} )\phi _{i}(\mathbf {x} )}
där summan löper över alla besatta spinn-orbitaler.
På motsvarande sätt gäller för den andra summan att termerna är proportionella mot {\displaystyle \langle \Phi |{\hat {c}}_{i}^{\dagger }{\hat {c}}_{j}^{\dagger }{\hat {c}}_{l}{\hat {c}}_{k}|\Phi \rangle }. De är nollskilda endast om {\displaystyle i\neq j} och {\displaystyle l\neq k}. Två olika fall är möjliga; antingen är {\displaystyle i=k} och {\displaystyle j=l} eller {\displaystyle i=l} och {\displaystyle j=k}. Således erhålles
{\displaystyle {\frac {1}{2}}\sum \limits _{ijkl}\langle ij|{\hat {V}}_{C}|kl\rangle \langle \Phi |{\hat {c}}_{i}^{\dagger }{\hat {c}}_{j}^{\dagger }{\hat {c}}_{l}{\hat {c}}_{k}|\Phi \rangle ={\frac {1}{2}}\sum \limits _{i\neq j}^{bes.}\left(\langle ij|{\hat {V}}_{C}|ij\rangle \langle \Phi |{\hat {c}}_{i}^{\dagger }{\hat {c}}_{j}^{\dagger }{\hat {c}}_{j}{\hat {c}}_{i}|\Phi \rangle +\langle ij|{\hat {V}}_{C}|ji\rangle \langle \Phi |{\hat {c}}_{i}^{\dagger }{\hat {c}}_{j}^{\dagger }{\hat {c}}_{i}{\hat {c}}_{j}|\Phi \rangle \right)={\frac {1}{2}}\sum \limits _{i\neq j}^{bes.}\left(\langle ij|{\hat {V}}_{C}|ij\rangle -\langle ij|{\hat {V}}_{C}|ji\rangle \right),}
där den så kallade direkttermen ges av
{\displaystyle \langle ij|{\hat {V}}_{C}|ij\rangle =\int d\mathbf {x} d\mathbf {x} '\phi _{i}^{*}(\mathbf {x} )\phi _{j}^{*}(\mathbf {x} ')V_{C}(\mathbf {x} -\mathbf {x} ')\phi _{i}(\mathbf {x} )\phi _{j}(\mathbf {x} ')=\int d\mathbf {x} d\mathbf {x} 'V_{C}(\mathbf {x} -\mathbf {x} ')|\phi _{i}(\mathbf {x} )|^{2}|\phi _{j}(\mathbf {x} )|^{2}}
och den så kallade utbytestermen ges av
{\displaystyle \langle ij|{\hat {V}}_{C}|ji\rangle =\int d\mathbf {x} d\mathbf {x} '\phi _{i}^{*}(\mathbf {x} )\phi _{j}^{*}(\mathbf {x} ')V_{C}(\mathbf {x} -\mathbf {x} ')\phi _{j}(\mathbf {x} )\phi _{i}(\mathbf {x} ').}

### Medelfältsapproximationen
Om Hamiltonoperatorn uttrycks i andrakvantiseringsformalismen som
{\displaystyle {\hat {H}}=\sum \limits _{ij}{\hat {c}}_{i}^{\dagger }\langle i|{\hat {H}}_{0}|j\rangle {\hat {c}}_{j}+{\frac {1}{2}}\sum \limits _{ijkl}{\hat {c}}_{i}^{\dagger }{\hat {c}}_{j}^{\dagger }\langle ij|{\hat {V}}_{C}|kl\rangle {\hat {c}}_{l}{\hat {c}}_{k}}
där {\displaystyle {\hat {H}}_{0}} betecknar enpartikeloperatorn i Hamiltonoperatorn och {\displaystyle {\hat {V}}_{C}} betecknar tvåpartikeloperatorn i Hamiltonoperatorn, så är Hartree–Fock-approximationen ekvivalent med följande medelfältsapproximation
| Hartree–Fock-approximationen (andrakvantiseringsformalismen) {\displaystyle \langle {\hat {c}}_{i}^{\dagger }{\hat {c}}_{j}^{\dagger }{\hat {c}}_{l}{\hat {c}}_{k}\rangle \approx \langle {\hat {c}}_{i}^{\dagger }{\hat {c}}_{k}\rangle {\hat {c}}_{j}^{\dagger }{\hat {c}}_{l}+\langle {\hat {c}}_{j}^{\dagger }{\hat {c}}_{l}\rangle {\hat {c}}_{i}^{\dagger }{\hat {c}}_{k}-\langle {\hat {c}}_{i}^{\dagger }{\hat {c}}_{l}\rangle {\hat {c}}_{j}^{\dagger }{\hat {c}}_{k}-\langle {\hat {c}}_{j}^{\dagger }{\hat {c}}_{k}\rangle {\hat {c}}_{i}^{\dagger }{\hat {c}}_{l}} |
där {\displaystyle \langle \cdot \rangle } är väntevärdet med avseende på en Slaterdeterminant.

## Hartree–Fock-ekvationen
För att erhålla det approximativa grundtillståndet måste väntevärdet för energin minimeras med avseende på spinn-orbitalerna. Detta sker under bivillkoret att spinn-orbitalerna är normaliserade, vilket med hjälp av Lagrangemultiplikatorer {\displaystyle \epsilon _{i}} leder till att följande uttryck ska minimeras:
{\displaystyle \langle \Psi |{\hat {H}}|\Psi \rangle -\sum _{i}\epsilon _{i}\int d\mathbf {x} \phi _{i}^{*}(\mathbf {x} )\phi _{i}(\mathbf {x} )}
där
{\displaystyle \langle \Psi |{\hat {H}}|\Psi \rangle =\sum _{i}^{bes.}\int d\mathbf {x} \phi _{i}^{*}(\mathbf {x} )H_{i}(\mathbf {x} _{i})\phi _{i}(\mathbf {x} )+{\frac {1}{2}}\sum _{i\neq j}^{bes.}\int d\mathbf {x} d\mathbf {x} 'V_{C}(\mathbf {x} -\mathbf {x} ')\left(\phi _{i}^{*}(\mathbf {x} )\phi _{j}^{*}(\mathbf {x} ')\phi _{i}(\mathbf {x} )\phi _{j}(\mathbf {x} ')-\phi _{i}^{*}(\mathbf {x} )\phi _{j}^{*}(\mathbf {x} ')\phi _{j}(\mathbf {x} )\phi _{i}(\mathbf {x} ')\right).}
Minimering erhålls med hjälp av en funktionalderivata med avseende på till exempel {\displaystyle \phi _{m}^{*}(\mathbf {x} )}, vilket leder till villkoret
{\displaystyle \int d\mathbf {x} \left(H_{m}(\mathbf {x} )\phi _{m}(\mathbf {x} )+\sum _{i\neq m}^{bes.}\int d\mathbf {x} '\left(\phi _{i}^{*}(\mathbf {x} ')V_{C}(\mathbf {x} -\mathbf {x} ')\phi _{i}(\mathbf {x} ')\phi _{m}(\mathbf {x} )-\phi _{i}^{*}(\mathbf {x} ')V_{C}(\mathbf {x} -\mathbf {x} ')\phi _{i}(\mathbf {x} )\phi _{m}(\mathbf {x} ')\right)-\epsilon _{m}\phi _{m}(\mathbf {x} )\right)\delta \phi _{m}^{*}(\mathbf {x} )=0.}
Eftersom denna relation måste gälla för godtyckliga variationer {\displaystyle \delta \phi _{m}^{*}(\mathbf {x} )} måste uttrycket inom parentesen vara noll. Varje spinn-orbital måste således uppfylla
| Hartree–Fock-ekvationen {\displaystyle \left(H_{m}(\mathbf {x} )+V_{H}(\mathbf {x} )\right)\phi _{m}(\mathbf {x} )+\int d\mathbf {x} 'V_{x}(\mathbf {x} ,\mathbf {x} ')\phi _{m}(\mathbf {x} ')=\epsilon _{m}\phi _{m}(\mathbf {x} )} |
med Hartree-potentialen {\displaystyle V_{H}(\mathbf {x} )=\sum _{i\neq m}\int d\mathbf {x} '\phi _{i}^{*}(\mathbf {x} ')V_{C}(\mathbf {x} -\mathbf {x} ')\phi _{i}(\mathbf {x} ')=\int d\mathbf {x} 'V_{C}(\mathbf {x} -\mathbf {x} ')\rho (\mathbf {x} ')} med partikeltätheten {\displaystyle \rho (\mathbf {x} ')=\sum _{i\neq m}|\phi _{i}(\mathbf {x} ')|^{2}} och den icke-lokala utbytespotentialen
| Utbytespotentialen {\displaystyle V_{x}(\mathbf {x} ,\mathbf {x} ')=-\sum \limits _{i}^{bes.}\phi _{i}^{*}(\mathbf {x} ')V_{C}(\mathbf {x} -\mathbf {x} ')\phi _{i}(\mathbf {x} )} |
Genom Hartree–Fock-metoden har flerpartikelproblemet således reducerats till en serie av enpartikelproblem. Varje enpartikelproblem ges av Hartree–Fock-ekvationen, som i praktiken motsvarar Schrödingerekvationen för vardera elektron och med en Hamiltonoperator som består dels av enpartikeloperatorerna {\displaystyle H_{m}(\mathbf {x} )} i den ursprungliga Hamiltonoperatorn, dels av Hartree-potentialen {\displaystyle V_{H}(\mathbf {x} )} och utbytespotentialen {\displaystyle V_{x}(\mathbf {x} ,\mathbf {x} ')} som har ersatt den ursprungliga Coulombpotentialen. Hartree-potentialen kan ses som en medelfältsapproximation som beskriver den klassiska Coulombpotentialen som respektive elektron upplever från det medelfält som alla elektroner tillsammans ger upphov till. Utbytespotentialen beskriver effekten av utbytesväxelverkan, som är nollskild endast för partiklar med samma spinn. Eftersom Hartree–Fock-ekvationen kan representeras av en Hermitesk operator följer det att spinn-orbitalerna är ortonormala.
Hartree–Fock-ekvationen kan lösas självkonsistent genom att utgå ifrån en gissad partikeltäthet {\displaystyle \rho (\mathbf {r} )}. Den gissade partikeltätheten gör det möjligt att beräkna Hartree-potentialen och utbytespotentialen och därmed, genom Hartree–Fock-ekvationen, uttrycken för vågfunktionerna {\displaystyle \psi _{m}(\mathbf {x} )}. Dessa vågfunktioner kan i sin tur användas för att bestämma en ny partikeltäthet. Denna procedur upprepas till dess att förändringen i partikeltätheten från en beräkning till en annan är mindre än den önskade precisionen.

### Koopmans teorem
Egenvärdena {\displaystyle \epsilon _{m}} som erhålls från Hartree–Fock-ekvationen har enligt Koopmans teorem en tydlig fysikalisk innebörd. Enligt teoremet motsvarar storleken på egenvärdena den energi som krävs för att lägga till eller ta bort en elektron från en viss spinn-orbital. Teoremet håller endast under förutsättning att de besatta spinn-orbitalerna inte relaxerar till följd av att en elektron läggs till eller tas bort. Precis som Hartree–Fock bortser teoremet också från korrelationsenergi.